# Caja de Ahorros Provincial de Orense
La Caja de Ahorros Provincial de Orense, también aludida en los críticos momentos finales de su existencia como  Caixa Ourense en gallego, por parte de sus clientes, fue una entidad financiera española dependiente de la Diputación de Orense, posteriormente incorporada a Caixanova.

## Historia
Este organismo de carácter emprestatario se constituiría el 10 de marzo del 1932 nada más instaurarse la Segunda República, siendo su primer presidente Luis Fábrega Coello. Para su puesta en funcionamiento se siguieron las premisas y directrices dictadas por Don Luciano Vidan, gerente de la Caja de Ahorros municipal olívica.(( La Zarpa 21 y 24 de mayo de 1933))
En noviembre de 1973 el Banco de España, supervisor del sistema financiero, comienza una inspección en esta entidad encontrándose con prácticas incorrectas en la concesión de créditos. Como consecuencia de este más que posible fraude, que incluso llega a filtrarse para mayor calamidad en algunos diarios y periódicos en marzo de 1974, dimite el por aquel entonces Edil de la ciudad, asimismo Director General de la caja de ahorros desde 1948, Ricardo Martín Esperanza, de ambos  cargos, siendo a su vez destituido el presidente de la Diputación, Eduardo Olano Gurriarán, también siéndolo de la citada entidad crediticia. Por ende, Martín Esperanza será substituido en detrimento de Rafael Laguna Mendía como director da la caja, y Olano Gurriarán por Luís Álvarez Rodríguez, tanto al frente de la Diputación como de la Caja de Ahorros.
El 3 de agosto del 1999, aproximándose al final de la centuria, Caixa Ourense se fusiona con la Caja de Ahorros Municipal de Vigo (fundada en 1880), dando lugar a la corporación privada Caja de Ahorros de Vigo Y Orense ( en alusión a la armonía surgida entre ambas urbes). Esta última, el 17 de julio del 2000, se vincula con la Caja de Ahorros Provincial de Pontevedra dando lugar a Caixanova, conocida de esta guisa por su acrónimo. La parte de las acciones que le correspondieron en el ente surgido fue de un veinticinco por ciento (25%). 

### Presidentes de dicha entidad
Durante buena parte de su historia, el presidente electo de la Diputación provincial orensana era "ex officio" , regidor de dicho organismo. Eso no sería así durante el conflicto frarticida que asolariá a España por tres años y dejaría de serlo "ex tunc", a partir del 1978, una vez iniciados los prolegómenos de la transición.
- 1933-1934. Luís Fábrega Coello
- 1934-1936. Arturo Rodríguez Sieiro
- 1936-1937. Rafael Valcárcel Sáenz
- 1937-1944. José Zarauza Piñeiro
- 1944-1955. Arturo Pérez Serantes
- 1955-1959. José Rodríguez de Dios
- 1959-1973. Antonio Alés Reinlein
- 1973-1974. Eduardo Olano Gurriarán
- 1974-1976. Luís Álvarez Rodríguez
- 1976-1978. David Ferrer Garrido
- 1978-1979. César Fernández Rodríguez
- 1979-1981. Florencio Domingo Álvarez
- 1981-.... Julio Francisco Ogando
- ....-1998. David Ferrer Garrido
- 1998-1999. Manuel Bermúdez Couso

### Directores Generales de la Caja de Ahorros
El primer director general de la citada entidad fue Ricardo Martín Esperanza, nombrado para tal cargo en 1948. A lo largo de su dilatada historia, esta tendría cinco, a mayores:
- 1948-1974. Ricardo Martín Esperanza.
- 1974-1978. Rafael Laguna Mendía
- 1978- 1982. José Antonio Marcos Blanco
- 1982-1989. Ramón Escobar Hervás
- 1989-1999. Luís Carrera Pásaro

- Datos: Q25405068